# Farangi Nedona (Petalon - Chani)
Farangi Nedona (Petalon - Chani) este o arie protejată (arie specială de conservare — SAC, sit de importanță comunitară — SCI) din Grecia întinsă pe o suprafață de 1.268,52 ha, integral pe uscat.

## Localizare
Centrul sitului Farangi Nedona (Petalon - Chani) este situat la coordonatele 37°05′26″N 22°09′48″E / 37.090683°N 22.163364°E.

## Înființare
Situl Farangi Nedona (Petalon - Chani) a fost declarat sit de importanță comunitară în aprilie 1997 pentru a proteja 4 specii de animale. Situl a fost protejat și ca arie specială de conservare în martie 2011.

## Biodiversitate
Situată în ecoregiunea mediteraneană, aria protejată conține 5 habitate naturale: Dune mobile cu vegetație embrionară, Sarcopoterium spinosum phryganas, Păduri de Platanus orientalis și Liquidambar orientalis (Platanion orientalis), Păduri de Olea și Ceratonia, Păduri de Quercus ilex și Quercus rotundifolia.
La baza desemnării sitului se află mai multe specii protejate:
- nevertebrate (1): rădașcă (Lucanus cervus)
- reptile (3): șarpele cu patru dungi (Elaphe quatuorlineata), țestoasă bănățeană (Testudo hermanni), Testudo marginata

Pe lângă speciile protejate, pe teritoriul sitului au mai fost identificate 3 specii de plante, 4 specii de amfibieni, 6 specii de mamifere, 12 specii de reptile.